# Bolkarhamn
Bolkarhamn är en sjö i Umeå kommun i Västerbotten och ingår i Tavelån-Umeälvens kustområde. Sjön har en area på 0,129 kvadratkilometer och ligger 0 meter över havet.

## Delavrinningsområde
Bolkarhamn ingår i det delavrinningsområde (707985-172705) som SMHI kallar för Rinner mot Tavlefjärden. Medelhöjden är 9 meter över havet och ytan är 6,05 kvadratkilometer. Det finns inga avrinningsområden uppströms utan avrinningsområdet är högsta punkten. Avrinningsområdets utflöde mynnar i havet, utan att ha någon enskild mynningsplats. Avrinningsområdet består mestadels av skog (73 procent) och jordbruk (11 procent). Avrinningsområdet har 0,13 kvadratkilometer vattenytor vilket ger det en sjöprocent på 2,3 procent.